# Lasiophanes picinus
Lasiophanes picinus är en myrart som först beskrevs av Julius Roger 1863.  Lasiophanes picinus ingår i släktet Lasiophanes och familjen myror. Inga underarter finns listade i Catalogue of Life.